# 옥천읍
옥천읍(沃川邑)은 대한민국 충청북도 옥천군의 군청 소재지이다. 군 전체 인구의 50% 이상이 거주하는 몇 안 되는 읍 중의 하나이다.

## 개요
영동분지와 함께 금강 상류에 의하여 개석(開析)된 옥천분지의 북서쪽에 위치하는 행정, 교통의 중심지이다. 옥천분지는 옥천군 제일의 평야로 반경 약 4km의 원형분지를 이루고 있으며, 주위의 산지에서 발원하는 수많은 계류에 의하여 관개되고 있어 논이 발달하여 있다. 지리적으로 경상도, 전라도, 충청도와 인접하고 있어 주민의 언어, 풍속에서 느낄 수 있는 것이 있다. 여기서 대전이 가까우므로 많은 중 · 고등학생들이 기차로 통학을 한다. 또한, 옥천의 가로수는 전국적으로 이름이 나 있기도 하다.

## 법정리
- 가풍리 (加豊里)
- 교동리 (校洞里)
- 구일리 (九逸里)
- 금구리 (金龜里)
- 대천리 (大川里)
- 동안리 (東岸里)
- 마암리 (馬岩里)
- 매화리 (梅花里)
- 문정리 (門井里)
- 삼양리 (三陽里)
- 삼청리 (三靑里)
- 상계리 (上桂里)
- 하계리 (下桂里)
- 서대리 (書垈里)
- 서정리 (西亭里)
- 수북리 (水北里)
- 양수리 (兩水里)
- 오대리 (五垈里)
- 옥각리 (玉覺里)
- 장야리 (長夜里)
- 죽향리 (竹香里)

## 교육
- 군남초등학교 (서대리)
- 삼양초등학교 (마암리)
- 장야초등학교 (장야리)
- 죽향초등학교 (문정리)
- 군동초등학교 (폐교) - 옥천읍 수북1길 9-32 (수북리)
- 옥천중학교 (삼양리)
- 옥천여자중학교 (문정리)
- 옥천고등학교 (삼양리)
- 충북산업과학고등학교 (문정리)
- 충북도립대학교 (문정리)
- 대한상공회의소 충북인력개발원 (죽향리)

## 주거
| 단지명         | 건설사              | 시행사                | 주소                | 주소   | 입주       | 비고                  |
| -------------- | ------------------- | --------------------- | ------------------- | ------ | ---------- | --------------------- |
| 하늘빛         | 천광산업개발㈜      | 문정아파트 재건축조합 | 옥천읍 동부로 16    | 문정리 | 2007년 7월 | 문정주공 1단지 재건축 |
| 문정주공 2단지 | 롯데기공㈜          | 대한주택공사          | 옥천읍 문장로2길 9  | 문정리 | 1998년 5월 |                       |
| 문정주공 3단지 | 계룡건설산업        | 대한주택공사          | 옥천읍 문장로2길 10 | 문정리 | 1999년 9월 | 분양전환              |
| 장야주공 1단지 | ㈜대화건설 중흥건설 | 대한주택공사          | 옥천읍 장야3길 9    | 장야리 | 2002년 9월 |                       |
| 장야주공 2단지 | ㈜흥진건설          | 대한주택공사          | 옥천읍 장야3길 10   | 장야리 | 2003년 5월 | 국민임대              |

## 주요 시설

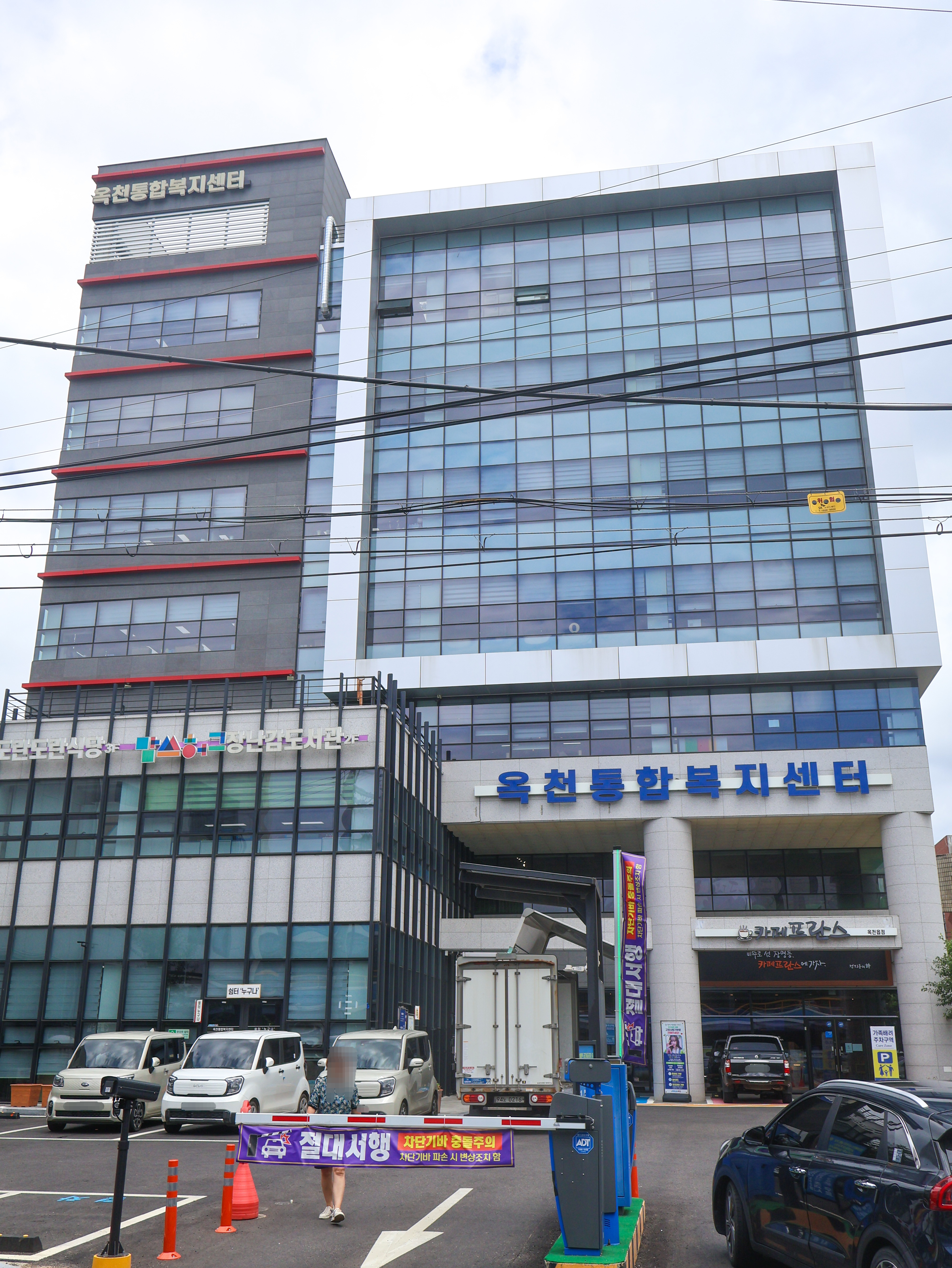
옥천통합복지센터 (2024년 7월)

- 옥천우체국
- 옥천통합복지센터
- 옥천군민도서관
- 옥천공설운동장
- 청주지방법원 옥천군법원
- 옥천소방서
- 옥천시외버스공영정류소
- 옥천농공단지
- 충청북도옥천교육지원청